# Битка при Болия
Битката при Болия (Bolia) се провежда през 469 г. при река Болия, в долината на река Тиса, в Панония между антиготската коалицията и остготите. Побеждават остготите.
През 468/469 г. на територията на Дунав се образува съюз между гепиди, свеби и други племена против трите остготски племена на крал Тиудимир, които населяват Панония. Подпомагани са от източноримският император Лъв I.
През 469 г. Хунимунд, кралят на дунавските свеби, ругите, сарматите на кралете Беука и Бабаи и скирите на Едекон и Хунулф, се бият против остготите на река Болия. Едекон пада убит в битката. Антиготският съюз е победен от кралете на остготите Видимир и Тиудимир.